# Teleférico de Massada

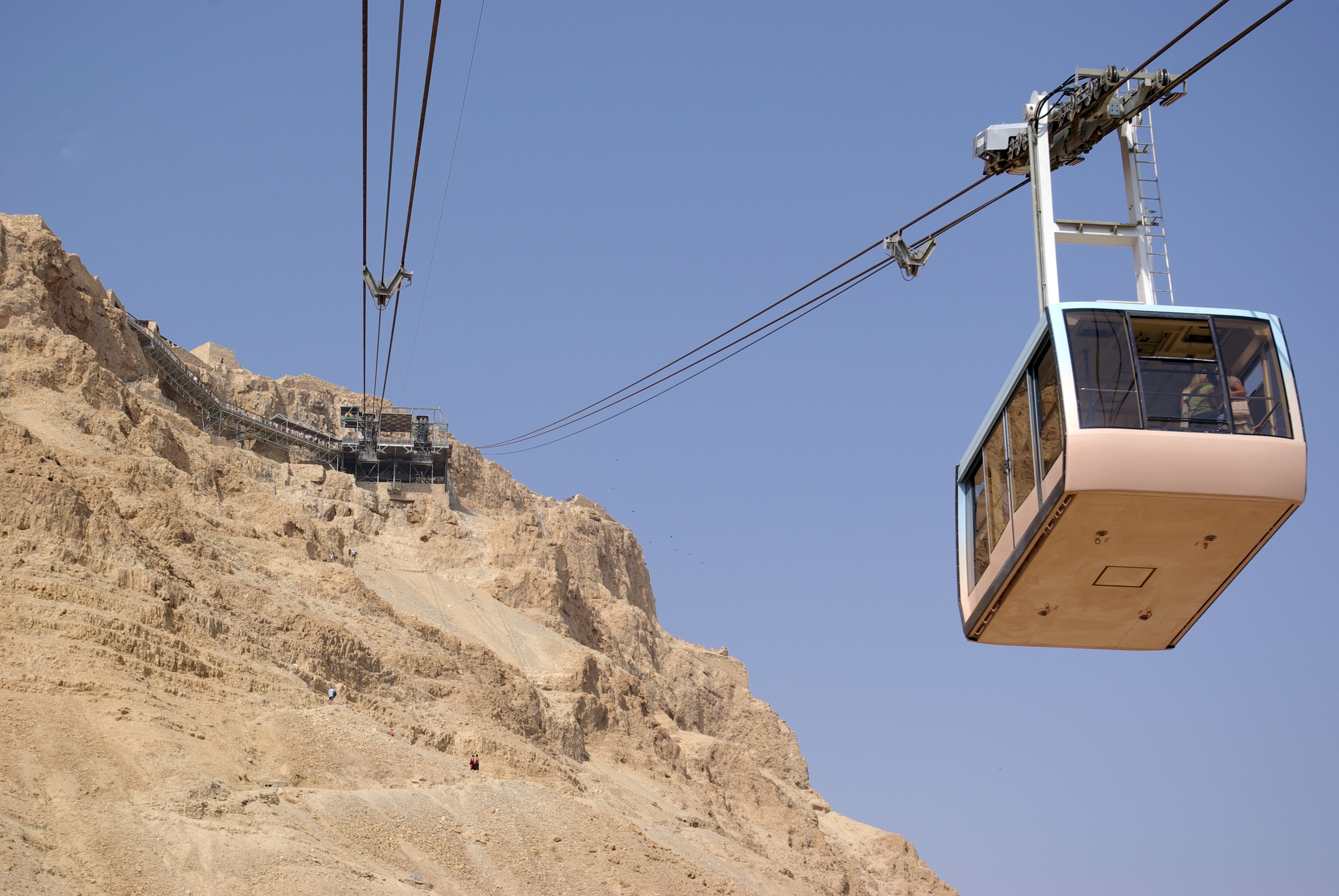
Teleférico de Massada em 2008

O Teleférico de Massada é uma linha aérea de bonde na antiga fortaleza de Massada, Israel. É o mais baixo teleférico do mundo e provavelmente o único a percorrer uma distância quase que totalmente abaixo do nível médio das águas do mar, uma vez que sua estação, no cume do monte, está localizada a 33 metros acima do nível do mar e a estação no seu ponto mais baixo encontra-se a  exatamente 257 metros abaixo do nível do mar.
Ele foi construído em 1971 pela empresa Karl Brändle da Suíça, para transportar turistas possibilitando assim uma confortável ascensão até as ruínas datadas de 40 a.C. a 30 a.C. situadas no topo do platô. O teleférico percorre, em três minutos, uma diferença de 290 metros de altura numa extensão de 900 metros de comprimento.

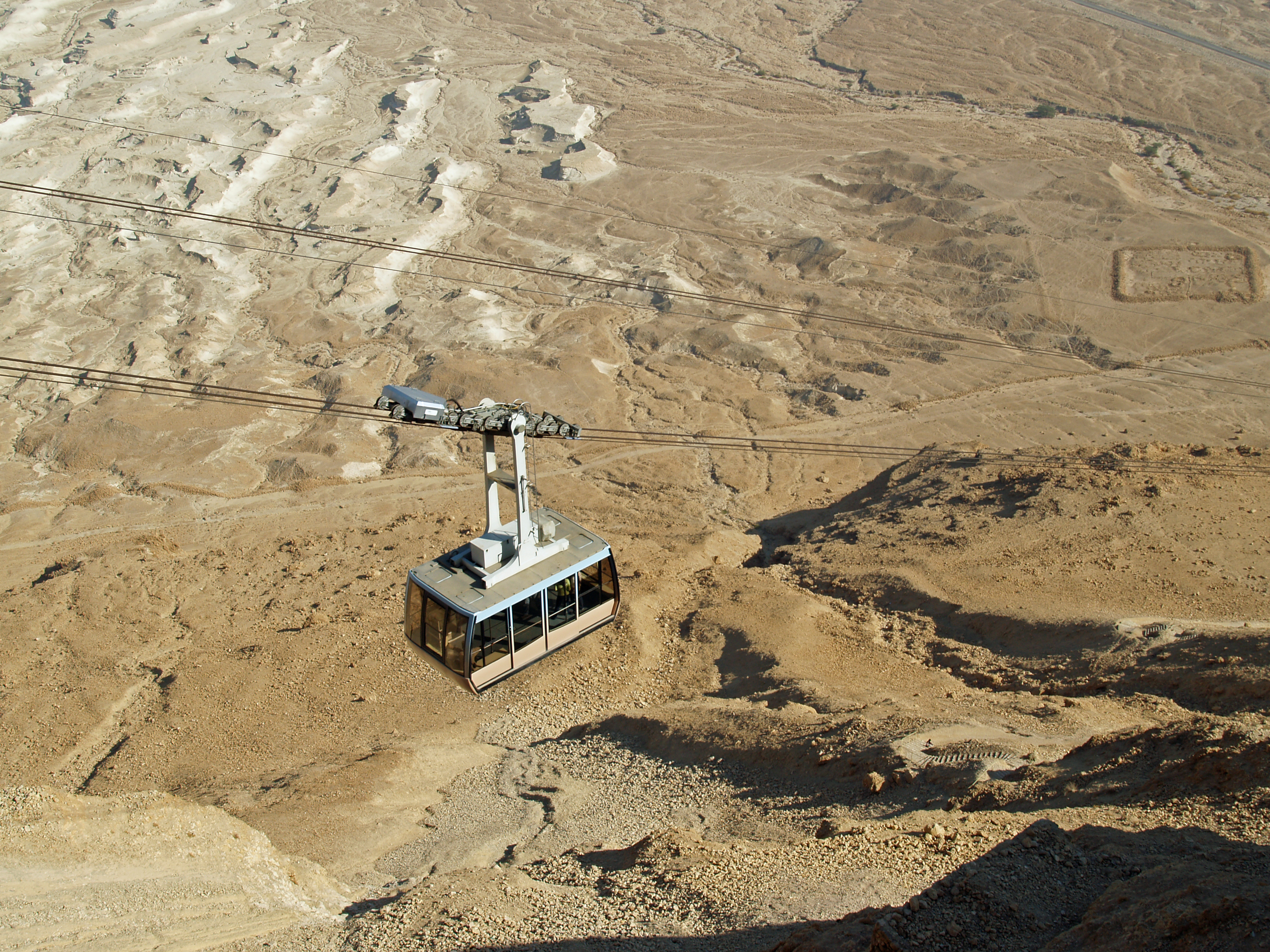
Teleférico de Massada em 2007
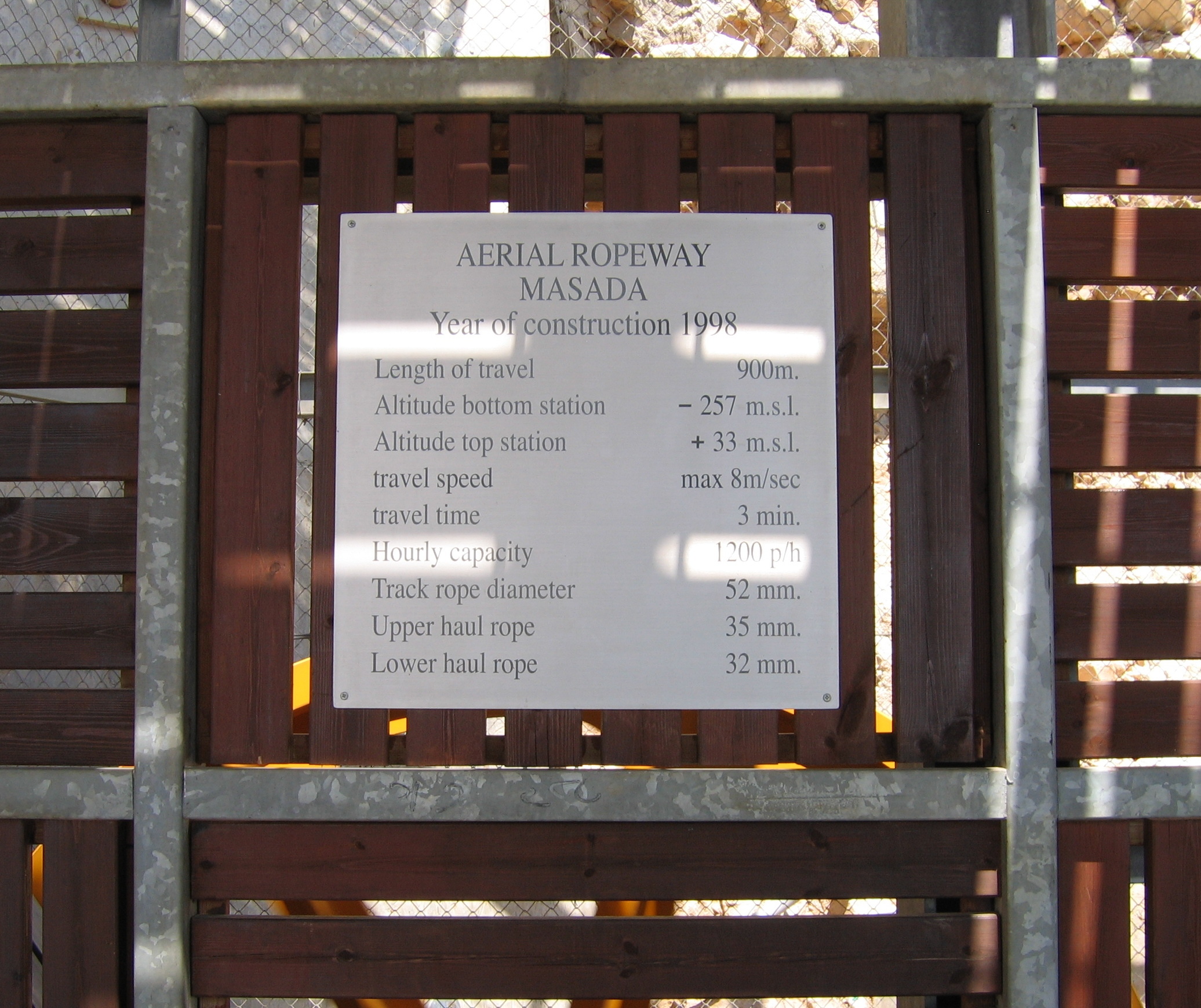
Cartaz com os dados técnicos
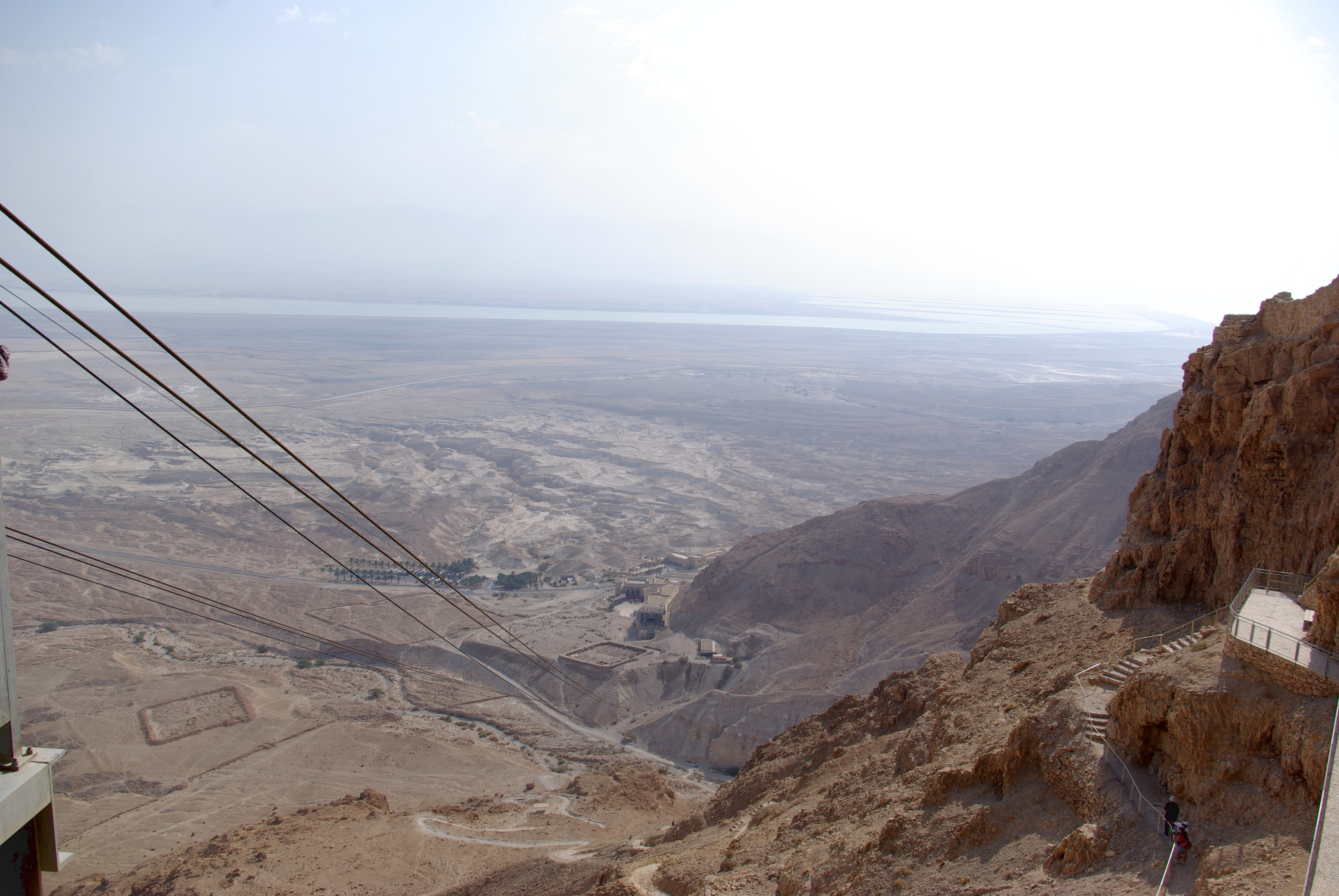
Vista da estação no platô
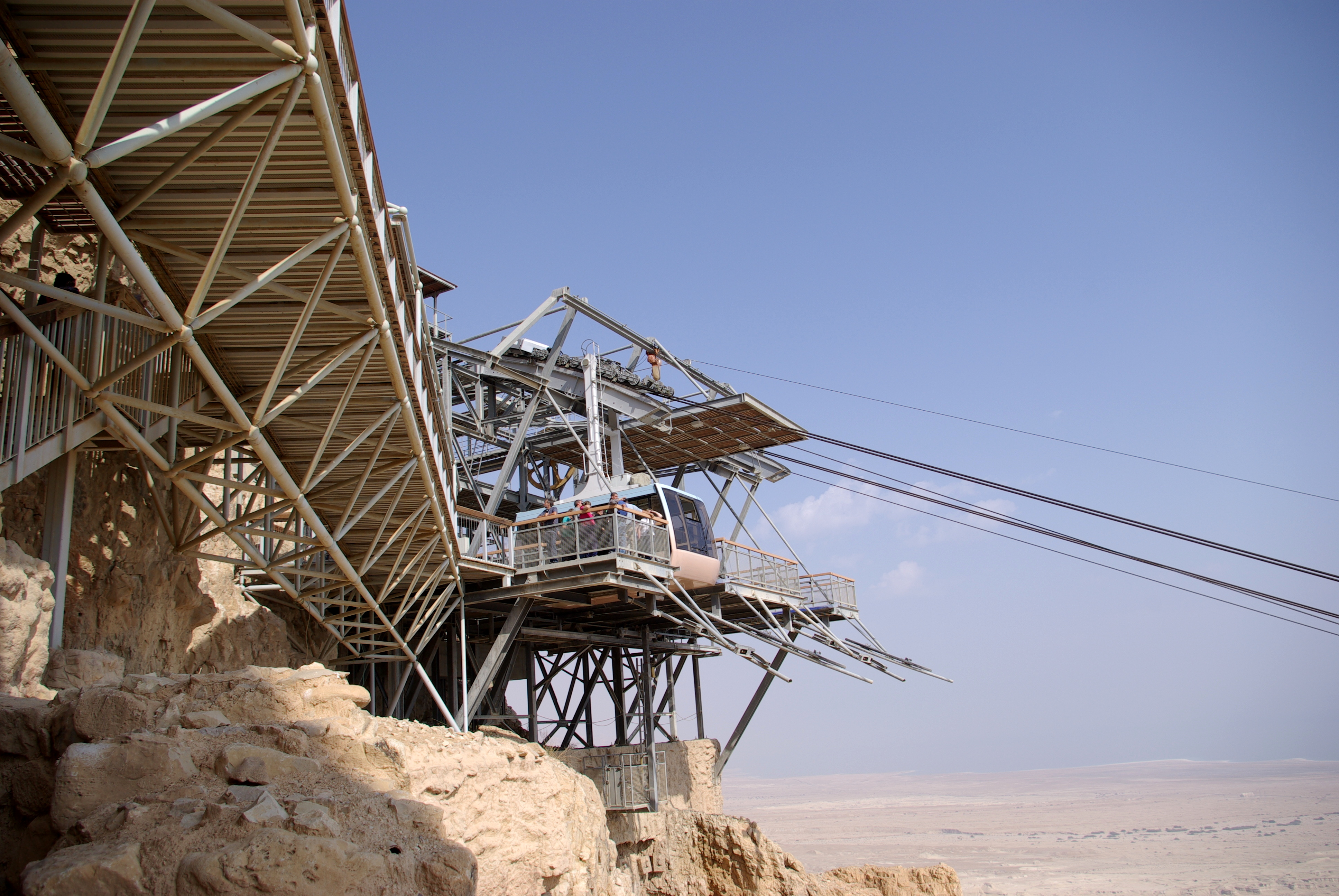
Estação no platô